# Lütfiye Sultan
Lütfiye Sultan (turco ottomano: لطفیه سلطان, lett. "ben educata" o "generosa"; Istanbul, 20 aprile 1910 – Riyadh, 11 giugno 1997) è stata una principessa ottomana, figlia di Şehzade Mehmed Ziyaeddin e nipote del sultano Mehmed V.

## Origini
Lütfiye Sultan nacque il 20 aprile 1910 a Istanbul, nel Palazzo di Dolmabahçe. Suo padre era Şehzade Mehmed Ziyaeddin, figlio maggiore del sultano Mehmet V, e sua madre la consorte Perizad Hanım. Aveva una sorella maggiore, Hayriye Sultan.
Fu istruita con sua sorella da Safiye Ünüvar, insegnante di Palazzo, che la descrisse come una bellissima ragazza, bionda come sua madre e sua sorella.
Nel 1918, dopo la morte del nonno paterno, si trasferì con tutta la sua famiglia in un complesso privato a Haydarpasha.
Nel 1924 la dinastia ottomana venne esiliata. Lütfiye e la sua famiglia si trasferirono prima a Beirut, in Libano, e poi, nel 1926, ad Alessandria d'Egitto.

## Matrimonio
Il 3 giugno 1932, ad Alessandria d'Egitto, Lütfiye sposò Kemal Hasan Bey. Ebbero due figli e una figlia.
La famiglia viveva a Maadi, a Il Cairo, in una bella villa sulla decima strada, dove venne celebrato lo storico matrimonio fra Mihrimah Sultan, sorellastra minore di Lütfiye, e il principe Nâyef bin Abdüllah, figlio del re Abdüllah I di Giordania.
Lütfiye era nota come una donna moderna, nota per guidare nel quartiere una coupé americana di lusso.
Nel 1958, rimase vedova e si trasferì a Riad, in Arabia Saudita.

## Morte
Lütfiye Sultan morì a Riad l'11 giugno 1997, a ottantasette anni. Fu sepolta a Istanbul, nel mausoleo di suo nonno Mehmet V.

## Discendenza
Dal suo matrimonio, Lütfiye Sultan ebbe due figli e una figlia:
- Sultanzade Ahmed Reşid Bey (7 maggio 1933 - 1958). Non si sposò né ebbe figli.
- Sultanzade Reşad Bey (7 maggio 1934 - gennaio 2014[6]). Non si sposò né ebbe figli.
- Perizad Hanımsultan (n. 11 gennaio 1936). Ha sposato Cömert Baykent e ha avuto un figlio:
  - Cem Baykent (n. 25 settembre 1961, Istanbul). Ha sposato Nilgün Berna e ha avuto una figlia:
    - Alara Yasemin Beykent (n. 12 febbraio 1995, Istanbul)